# Isaiah Canaan
Pour les articles homonymes, voir Canaan.
Isaiah Canaan, né le 2 mai 1991 à Biloxi au Mississippi, est un joueur américain de basket-ball. Il évolue au poste de meneur et mesure 1,80 m.

## Carrière

### Rockets de Houston (2013-fév. 2015)
Canaan est sélectionné à la 34e position de la draft 2013 de la NBA par les Rockets de Houston. Le 15 juillet 2013, il signe son contrat rookie avec les Rockets. Durant sa première saison, il est envoyé plusieurs fois chez les Vipers de Rio Grande Valley en D-League.
Le 3 février 2014, Canaan est nommé dans l'équipe des Prospects All-Star lors du NBA D-League All-Star Game 2014.
Le 26 novembre 2014, Canaan établit son record de points en carrière avec 24 unités en tirant à 9 sur 16 lors de la victoire des Rockets 102 à 89 contre les Kings de Sacramento. Deux jours plus tard, Canaan quitte le match contre les Clippers de Los Angeles à cause d'une entorse à la cheville gauche. Au moment où il sort pour blessure, il est le meilleur marqueur des Rockets avec 13 points. Après le diagnostic de sa blessure, il doit porter une chaussure spéciale et utiliser des béquilles pour marcher. Après avoir été contraint de manquer plusieurs semaines de compétition, il est renvoyé chez les Vipers de Rio Grande Valley le 11 janvier 2015 où il continue son rétablissement. Le 26 janvier 2015, il est rappelé dans l'effectif des Rockets après avoir proposé des moyennes de 21,0 points, 8,5 passes décisives et 3,1 rebonds par match en D-League.

### Sixers de Philadelphie (février 2015-2016)
Le 19 février 2015, Canaan est transféré, avec un second tour de draft 2015, aux Sixers de Philadelphie contre K. J. McDaniels. Trois jours plus tard, il fait ses débuts avec les Sixers en étant meneur titulaire. En 29 minutes de jeu, il termine avec 14 points, 4 rebonds et 3 passes décisives lors de la défaite des siens 98 à 103 contre le Magic d'Orlando. Le 4 mars 2015, il bat ses records en carrière en marquant 31 points et huit paniers à trois points lors de la défaite des siens 118 à 123 après prolongation contre le Thunder d'Oklahoma City.

### Bulls de Chicago (2016-2017)
Le 20 juillet 2016, il signe avec les Bulls.

### Suns de Phoenix (2017-2018)
Après un bref passage avec le Thunder d'Oklahoma City et les Rockets de Houston, il signe avec les Suns.
Le 31 janvier 2018, il se brise sa cheville gauche, ce qui met fin à sa saison.
En février 2018, Canaan est licencié de l'équipe pour laisser sa place dans l'effectif à Elfrid Payton, qui vient rejoindre les Suns dans un échange.
Le 3 août 2018, il revient chez les Suns où il aura le rôle de deuxième ou troisième meneur derrière Élie Okobo et Shaquille Harrison.
Le 28 novembre 2018, il est coupé les Suns de Phoenix.

### Timberwolves du Minnesota (2019)
Le 30 janvier 2019, il signe un contrat de 10 jours avec les Timberwolves du Minnesota.

### Bucks de Milwaukee (2019)
Le 26 février 2019, il signe un contrat de 10 jours avec les Bucks de Milwaukee.
Le 4 mars 2019, il n'est pas conservé par les Bucks de Milwaukee.

### Shandong Golden Stars (2019)
Le 23 août 2019, il signe un contrat d'une saison avec le club chinois des Shandong Golden Stars.

### UNICS Kazan (2020-2022)
À l'été 2020, Canaan rejoint le club russe de l'UNICS Kazan. Lors de la saison 2020-2021 de l'EuroCoupe, l'UNICS est battu en finale de la compétition et Canaan réussit 62 paniers à trois points, c'est le meilleur total de la saison et le deuxième meilleur total de l'histoire de l'EuroCoupe. Canaan prolonge son contrat avec l'UNICS pour la saison 2021-2022.

### Galatasaray (2022)
En février 2022, Canaan quitte l'UNICS Kazan en raison de l'invasion russe de l'Ukraine et rejoint peu après le club turc de Galatasaray, avec un contrat courant jusqu'à la fin de la saion.

### Olympiakós (2022-2024)
En juillet 2022, Canaan s'engage pour deux saisons avec l'Olympiakós, champion de Grèce en titre et participant à l'Euroligue.

### Étoile rouge de Belgrade (depuis 2024)
En juin 2024, il signe avec le club serbe de l'Étoile rouge de Belgrade, évoluant en Euroligue.

## Statistiques

### Universitaires
| Saison    | Équipe       | Matchs | Titul. | Min./m | % Tir | % 3pts | % LF | Rbds/m. | Pass/m. | Int/m. | Ctr/m. | Pts/m. |
| --------- | ------------ | ------ | ------ | ------ | ----- | ------ | ---- | ------- | ------- | ------ | ------ | ------ |
| 2009-2010 | Murray State | 36     | 1      | 20,4   | 49,8  | 48,2   | 78,4 | 2,25    | 1,56    | 0,86   | 0,03   | 10,33  |
| 2010-2011 | Murray State | 32     | 19     | 28,1   | 41,6  | 40,3   | 74,4 | 1,91    | 2,38    | 1,06   | 0,09   | 11,72  |
| 2011-2012 | Murray State | 33     | 33     | 33,7   | 46,8  | 45,6   | 83,7 | 3,45    | 3,64    | 1,36   | 0,06   | 18,97  |
| 2012-2013 | Murray State | 31     | 30     | 36,5   | 43,1  | 37,0   | 82,2 | 3,55    | 4,29    | 1,52   | 0,13   | 21,81  |
| Carrière  | Carrière     | 132    | 83     | 29,4   | 45,0  | 41,9   | 80,4 | 2,77    | 2,92    | 1,19   | 0,08   | 15,52  |

### Saison régulière NBA
| Saison    | Équipe       | Matchs | Titul. | Min./m | % Tir | % 3pts | % LF | Rbds/m. | Pass/m. | Int/m. | Ctr/m. | Pts/m. |
| --------- | ------------ | ------ | ------ | ------ | ----- | ------ | ---- | ------- | ------- | ------ | ------ | ------ |
| 2013-2014 | Houston      | 22     | 0      | 11,5   | 35,6  | 32,7   | 72,4 | 1,09    | 1,00    | 0,36   | 0,18   | 4,59   |
| 2014-2015 | Houston      | 25     | 9      | 14,8   | 40,5  | 38,1   | 76,2 | 1,32    | 1,16    | 0,56   | 0,00   | 6,16   |
| 2014-2015 | Philadelphie | 22     | 12     | 25,9   | 37,7  | 36,4   | 84,6 | 2,45    | 3,14    | 0,68   | 0,14   | 12,64  |
| 2015-2016 | Philadelphie | 77     | 39     | 25,5   | 36,0  | 36,3   | 83,3 | 2,26    | 1,78    | 0,73   | 0,16   | 10,99  |
| 2016-2017 | Philadelphie | 39     | 0      | 15,2   | 36,4  | 26,6   | 90,9 | 1,26    | 0,92    | 0,56   | 0,03   | 4,64   |
| 2017-2018 | Houston      | 1      | 0      | 4,0    | 0,0   | 0,0    | 0,0  | 1,00    | 0,00    | 0,00   | 0,00   | 0,00   |
| 2017-2018 | Phoenix      | 19     | 1      | 22,0   | 38,2  | 33,3   | 90,2 | 2,32    | 4,00    | 0,84   | 0,05   | 9,05   |
| Carrière  | Carrière     | 205    | 61     | 20,3   | 36,9  | 35,1   | 83,9 | 1,85    | 1,80    | 0,64   | 0,10   | 8,45   |

Dernière mise à jour : 14 avril 2018

## Records sur une rencontre

### En NBA
Les records personnels d'Isaiah Canaan en NBA sont les suivants, :
| Type de statistique        | Saison régulière | Saison régulière          | Saison régulière | Playoffs | Playoffs            | Playoffs      |
| Type de statistique        | Record           | Adversaire                | Date             | Record   | Adversaire          | Date          |
| -------------------------- | ---------------- | ------------------------- | ---------------- | -------- | ------------------- | ------------- |
| Points                     | 31               | @ Thunder d'Oklahoma City | 4 mars 2015      | 13       | 2 fois              | 2 fois        |
| Paniers marqués            | 10               | @ Thunder d'Oklahoma City | 4 mars 2015      | 6        | @ Celtics de Boston | 26 avril 2017 |
| Paniers tentés             | 18               | @ Kings de Sacramento     | 30 décembre 2015 | 11       | @ Celtics de Boston | 26 avril 2017 |
| Paniers à 3 points réussis | 8                | @ Thunder d'Oklahoma City | 4 mars 2015      | 3        | Celtics de Boston   | 23 avril 2017 |
| Paniers à 3 points tentés  | 13               | @ Thunder d'Oklahoma City | 4 mars 2015      | 7        | Celtics de Boston   | 23 avril 2017 |
| Lancers francs réussis     | 8                | 2 fois                    | 2 fois           | 2        | 2 fois              | 2 fois        |
| Lancers francs tentés      | 10               | Jazz de l'Utah            | 30 octobre 2015  | 4        | Celtics de Boston   | 23 avril 2017 |
| Rebonds offensifs          | 3                | 2 fois                    | 2 fois           | -        | -                   | -             |
| Rebonds défensifs          | 7                | @ Thunder d'Oklahoma City | 4 mars 2015      | 2        | 2 fois              | 2 fois        |
| Rebonds totaux             | 7                | 2 fois                    | 2 fois           | 2        | 2 fois              | 2 fois        |
| Passes décisives           | 9                | Timberwolves du Minnesota | 23 décembre 2017 | 3        | Celtics de Boston   | 23 avril 2017 |
| Interceptions              | 4                | 2 fois                    | 2 fois           | 2        | Celtics de Boston   | 23 avril 2017 |
| Contres                    | 2                | 3 fois                    | 3 fois           | -        | -                   | -             |
| Balles perdues             | 5                | 3 fois                    | 3 fois           | 4        | @ Celtics de Boston | 26 avril 2017 |
| Minutes jouées             | 42               | Celtics de Boston         | 8 novembre 2018  | 36       | @ Celtics de Boston | 26 avril 2017 |

- Double-double : 0
- Triple-double : 0

### En D-League
Les records personnels d'Isaiah Canaan, officiellement recensés par la D-League sont les suivants :
| Type de statistique        | Saison régulière | Saison régulière      | Saison régulière | Playoffs | Playoffs               | Playoffs      |
| Type de statistique        | Record           | Adversaire            | Date             | Record   | Adversaire             | Date          |
| -------------------------- | ---------------- | --------------------- | ---------------- | -------- | ---------------------- | ------------- |
| Points                     | 34               | Toros d'Austin        | 25 janvier 2014  | 43       | Warriors de Santa Cruz | 19 avril 2014 |
| Paniers marqués            | 10               | 2 fois                |                  | 14       | Warriors de Santa Cruz | 19 avril 2014 |
| Paniers tentés             | 22               | @ Toros d'Austin      | 12 décembre 2013 | 28       | @ Energy de l'Iowa     | 14 avril 2014 |
| Paniers à 3 points réussis | 7                | Legends du Texas      | 2 décembre 2013  | 8        | 2 fois                 |               |
| Paniers à 3 points tentés  | 15               | Bighorns de Reno      | 20 décembre 2013 | 17       | Warriors de Santa Cruz | 19 avril 2014 |
| Lancers francs réussis     | 12               | @ Charge de Canton    | 18 février 2014  | 9        | Warriors de Santa Cruz | 21 avril 2014 |
| Lancers francs tentés      | 17               | @ Charge de Canton    | 18 février 2014  | 11       | Warriors de Santa Cruz | 21 avril 2014 |
| Rebonds offensifs          | 3                | 87ers du Delaware     | 5 décembre 2013  | 1        | @ Energy de l'Iowa     | 14 avril 2014 |
| Rebonds défensifs          | 6                | @ Energy de l'Iowa    | 8 décembre 2013  | 5        | @ Energy de l'Iowa     | 14 avril 2014 |
| Rebonds totaux             | 7                | Toros d'Austin        | 25 janvier 2014  | 6        | @ Energy de l'Iowa     | 14 avril 2014 |
| Passes décisives           | 15               | @ Jam de Bakersfield  | 26 novembre 2013 | 7        | 2 fois                 |               |
| Interceptions              | 3                | Bighors de Reno       | 10 décembre 2013 | 3        | @ Energy de l'Iowa     | 14 avril 2014 |
| Contres                    | 1                | 3 fois                |                  | 1        | @ Energy de l'Iowa     | 14 avril 2014 |
| Balles perdues             | 6                | 2 fois                |                  | 4        | 2 fois                 |               |
| Minutes jouées             | 44               | @ Jam de Baskersfield | 26 novembre 2013 | 46       | @ Energy de l'Iowa     | 14 avril 2014 |

- Double-double : 6 (au 18/02/2014).
- Triple-double : aucun.